# 沈氏間吸鰍
沈氏間爬岩鰍（学名：Hemimyzon sheni），又名沈氏間吸鰍、石貼仔，为平鰭鰍科間吸鰍屬下的一个种。

## 分布
本魚僅分布于台湾台東縣。

## 特徵
本魚體縱扁延長呈圓筒狀，腹部扁平。眼小，口下位。胸鰭頗為寬大，向兩側水平延伸，腹鰭亦呈水平延展，其部間隔較小，無膜作連結，尾鰭微凹，體呈灰褐色或青褐色，背有少量不規則淡色紋路，尾鰭黑色，具有3至4條淡色垂直細紋，胸鰭及背鰭無斑點。側體長可達5公分。

## 生態
本魚為初級淡水魚，棲息於溪流中、上游水勢湍急的高溶氧區。為底棲性魚類，平時平貼於石頭上，屬雜食性，以岩石附生藻類和水生昆蟲為食。

## 經濟利用
不具食用性，但因花紋及生態特殊，可做為觀賞魚。

## 扩展阅读
維基物種上的相關：沈氏间吸鳅